# Pyrene flava
Espèce
L'espèce Pyrene flava est un mollusque appartenant à la famille des Columbellidae.
- Répartition : océan Indien et ouest de l’océan Pacifique.
- Longueur : 2,5 cm.